# 伊萬·雅庫鮑夫斯基
伊萬·伊格納季耶維奇·雅庫鮑夫斯基（俄语：Иван Игнатьевич Якубовский；1912年1月7日—1976年11月30日）苏联元帅，两次获得苏联英雄称号，他在1967年至1976年间担任了华沙公約组织的最高司令。
| 前任： 安德烈·格列奇科 | 第三任華沙公約組織聯合武裝部隊最高司令 1967 – 1976 | 繼任： 维克托·库利科夫 |